# Wilkonice (województwo wielkopolskie)
Wilkonice – wieś w Polsce położona w województwie wielkopolskim, w powiecie gostyńskim, w gminie Pępowo, położona o 5 km na południe od Pępowa.

## Historia
Miejscowość pierwotnie związana była z Wielkopolską. Ma metrykę średniowieczną i istnieje co najmniej od początku XV wieku. Wymieniona w łacińskim dokumencie z 1310 „ bona Wilkonis”, 1399 „Vilkonicz”, 1404 „Wilkouicze”, 1412 „Vilkouicze”, „w Wilkouiczy”, 1414 „Vilconicze”, 1428 „Wylczonicze”, 1428 „Wilkonycze”, 1428 „Wylconicze Stare”, 1466 „Wylkowycze”, 1489 „Maius Wylkonycze”, 1493 „Vylkonycze Maius”, 1510 „Vilkonicze”, 1522 „Maius Vilkonicze” 1531 „Wylcowycze Maius et Minus”, 1570 „Wilkonicze Wielgie”.
Miejscowość była wsią szlachecką należącą do szlachty wielkopolskiej z rodu Wilkońskich, którzy od nazwy wsi przyjęli odmiejscowe nazwisko, a część wsi od 1520 należała do Miaskowskich. W 1474 wieś leżała w powiecie kościańskim Korony Królestwa Polskiego.
Pierwsza wzmianka pochodzi z 1310 kiedy książę wielkopolski i głogowski Henryk ustanowił dystrykt prowincjonalny w Poniecu, a w jego granicach znalazły się m.in. „dobra Wilka” jak zanotowano wówczas Wilkonice.
W latach 1393–1394 przy okazji dwóch procesów sądowych odnotowany został właściciel we wsi Stanisław Wilkoński. Pierwszy raz jako świadek, a drugi w 1394 jako strona procesu z kmieciem Piotrem dowodząc, że nie ukradł mu konia. W 1394 dwukrotnie odnotowano również Mikołaja Wilkońskiego z Wilkowa prawdopodobnie brata Stanisława, który uzyskał na Jaczku 4 grzywny czynszu z tytułu poręki. W 1399 Święchna toczyła proces z Dziersławem oraz jego bratem Michałem o 1/3 Wilkonic.
W latach 1404–1420 odnotowano właściciela we wsi Mirosława Mirona Wilkońskiego. W 1404 toczył proces ze Stanisławem Żydówką z Rogaczewa Wielkiego, który poręczył za swoich bratanków, że nie będą oni niepokoić Mirosława, a także wystawił na piśmie w tej sprawie stosowne oświadczenie. W 1411 Mirosław Wilkoński toczył sprawę sądową z Wincentym Pasierbickim, w którym bronił się przed zarzutami najazdu na jego dwór, rąbania wrót oraz przeklinania. W 1412 toczył kolejny proces z Sędziwojem z Wilkonic, w którym świadkowie zeznali na jeko korzyść, że Gdobert zastawił Mirosławowi swoją część wsi Wilkonice za 3,5 grzywny. W 1414 Miron wraz z Janem z Wilkonic toczył proces przeciw Bieniuszy z Ciechniowa w powiecie kaliskim o 20 grzywien szer. groszy posagu, który jej matka wniosła do Wilkonic. W 1415 trzykrotnie stawiał w tej sprawie świadków w procesie z Bieniuszą Ciechniowską.
Miejscowość odnotowano również w historycznych rejestrach poborowych. W 1510 we wsi odnotowano 5 szlachciców oraz brak kmieci. W 1563 miał miejsce pobór z działu Jerzego Miaskowskiego od dwóch komorników oraz pól zamienionych na folwark. W 1567 pobrano podatki z działu Stefana Bartoszewskiego od dwóch zagrodników. W 1576 pobór miał miejsce  od 3 zagrodników z działu Seweryna i Adriana Miaskowskich. W 1580 pobór odbył się z części należącej do Macieja Wilkońskiego od roli dworskiej („ab aratro curiae proprio”) oraz od 3 zagrodników wymłóckowych, z działu Jana Miaskowskiego od dwóch zagrodników, z działu Jakuba Wilkońskiego od roli dworskiej i od jednego zagrodnika, z działu Wojciecha Wilkońskiego od roli dworskiej, od jednej biednej komornicy i od jednej komornicy z bydłem. W latach 1580–1594 działy we wsi Wilkonice posiadali w 1580 Jan Miaskowski, w latach 1580-1581 jeden łan należał do Jakuba Wilkońskiego, w 1580 Maciej Wilkoński posiadał 0,5 łana, w 1580 Wojciech Wilkoński połowę łana. Majętności posiadał również Seweryn Miaskowski.
W 1527 roku część wsi Wielkie Wilkonice dziedziczone po Barbarze Smolickiej zostały sprzedane Mikołajowi Wilkońskiemu. Potem, w 1566 roku pewna wdowa od Wojciecha Wilkońskiego nabyła w 1570 za 1 000 złotych węgierskich jego części w Wilkonicach. W XIII w już żaden Wilkoński nie mieszkał w Wilkonicach.
W 1710 Wilkonice były jednym z majątków należącym do rodu Awdańców.
Do czasu rozbiorów leżała w Rzeczypospolitej Obojga Narodów. Wskutek II rozbioru Polski w 1793, miejscowość przeszła pod władanie Prus i jak cała Wielkopolska znalazła się w zaborze pruskim. W okresie Wielkiego Księstwa Poznańskiego (1815-1848) miejscowość należała do wsi większych w ówczesnym pruskim powiecie Kröben (krobskim) w rejencji poznańskiej. Wilkonice należały do okręgu krobskiego tego powiatu i stanowiły część majątku Wilkoniczki, którego właścicielem był wówczas (1846) Teofil Gorzewski. Według spisu urzędowego z 1837 roku wieś liczyła 116 mieszkańców, którzy zamieszkiwali 12 dymów (domostw).
W 1852 roku w Wilkonicach powstała jednoklasowa szkoła katolicka, która funkcjonowała do 1974 roku.
W latach 1975–1998 miejscowość należała administracyjnie do województwa leszczyńskiego.